# Rudimentary Peni
Rudimentary Peni é uma banda de anarcopunk/deathrock do Reino Unido.

## Formação atual
- Nick Blinko - guitarra, vocal, ilustrações, letras
- Grant Matthews - baixo, letras
- Jon Greville - bateria

## Discografia
- Rudimentary Peni EP, Outer Himalayan, 1981
- Farce EP, Crass Records, 1981 (#7)
- Catastrophe live LP, Rotten, 1982
- Death Church LP, Corpus Christi Records, 1983 (#3)
- The EPs of RP LP/CD (collects Rudimentary Peni and Farce EPs), Corpus Christi Records, 1986
- Cacophony LP, Outer Himalayan, 1987
- Pope Adrian 37th Psychristiatric LP, Outer Himalayan, 1995
- Echoes of Anguish EP, Outer Himalayan, 1998
- The Underclass EP, Outer Himalayan, 2000
- Archaic EP, Outer Himalayan, 2004
- No More Pain EP, Southern, 2008